# Stalag 17 (riddim)
Pour les articles homonymes, voir Stalag 17.
Stalag 17 est un riddim de reggae créé en 1974 par le groupe The Soul Syndicate, et maintes fois adapté depuis : All Nations Have To Bow de Big Youth, Arleen de General Echo (1980), Ring The Alarm de Tenor Saw (1985), et plus récemment, Aiguisé Comme Une Lame de Raggasonic et NTM (1995), etc. sont une infime partie des chansons basées sur le Stalag 17. Bob Marley lui-même l'utilisa comme introduction à ses concerts durant sa tournée Uprising en 1980, sous le titre Marley Chant.